# Eurhynchium tenuinerve
Eurhynchium tenuinerve là một loài Rêu trong họ Brachytheciaceae. Loài này được (Cardot) Z. Iwats. & Nog. mô tả khoa học đầu tiên năm 1973.